# Do It Again
Do It Again ist ein Song, den George Gershwin (Musik) und Buddy DeSylva (Text) verfassten und 1922 veröffentlichten.

## Hintergrund

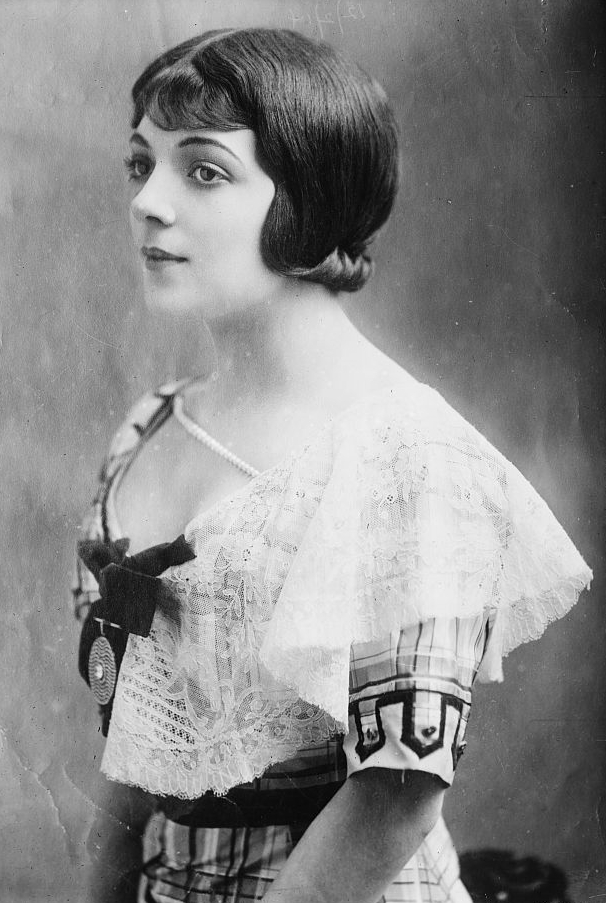
Irène Bordoni

Beim gemeinsamen Arbeiten improvisierte Gershwin eine Melodie; DeSylva hörte darauf ein paar Minuten zu und fing dann an zu singen Do it again, do it again. Der Song Do It Again fand erstmals in dem Broadway-Theaterstück The French Doll Verwendung, das am 20. Februar 1922 im Lyceum Theatre Premiere hatte; vorgestellt wurde der Song von Irène Bordoni. Bei der Londoner Aufführung des Stücks in der Revue Mayfair and Montmartre sang ihn Alice Delysia, allerdings unter dem Titel Please Do It Again. Die Sänger Eva Gauthier trat 1923 u. a. mit dem Gershwin-Song in der New Yorker Aeolian Hall auf.
Populär wurde der Song in den USA vor allem durch die Aufnahme von Paul Whiteman (Victor); Do It Again erlebte aber wegen des anspielungsreichen Titels auch einige Boykotte durch amerikanische Radiostationen.

## Erste Aufnahmen und spätere Coverversionen
Zu den Musikern, die den Song ab 1922 in den Vereinigten Staaten coverten, gehörten Joseph Samuels’ Music Masters & Arthur Hall (Radiex 1111), Ernest Hussar & His Orchestra (Pathé 020775), die Studioband Bailey’s Lucky Seven (Gennett, mit Phil Napoleon und Bennie Krueger), in Schweden die Russell Jones’ Jazzband (Skandia). 1933 nahm auch Alice Delysia den Song auf Schallplatte auf.
Der Diskograf Tom Lord listet im Bereich des Jazz insgesamt 104 (Stand 2015) Coverversionen, u. a. ab 1939 von Georgia White, Cab Calloway, Jimmy Dorsey, Billy Butterfield, Mel Tormé/Hal Mooney, Jane Harvey, June Christy/Shorty Rogers, Monica Lewis, Frances Wayne, Sarah Vaughan, Trudy Richards, Beverly Kenney, Julie London, Tyree Glenn, Shirley Horn/Jimmy Jones, Kitty White, Nancy Wilson, Cybill Shepherd, Ruby Braff, Barbara Lea und die Dirty Dozen Brass Band. Auch Judy Garland hatte Do It Again in ihrem Repertoire; in späteren Jahren wurde er u. a. von Diana Krall (When I Look in Your Eyes, 1999) interpretiert.
Der Gershwin-Song ist nicht zu verwechseln mit dem Rodgers-und-Hart-Song I'll Do It Again von 1933.
Auch Steely Dan veröffentlichte 1972 einen anderen Song mit dem Titel Do It Again, ebenso The Beach Boys im Jahr 1968.